# Giulio Cocco
Pour les articles homonymes, voir Cocco (homonymie).
Giulio Cocco, né le 11 juin 1996, est un attaquant international italien de rink hockey. 

## Palmarès
En club, il remporte deux championnats d'Italie avec Amatori Lodi en 2017 et 2018. Une coupe d'Italie avec le Hockey Breganze en 2015 et la supercoupe 2016 avec Amatori Lodi. Il remporte également une autre supercoupe national, mais au Portugal avec le FC Porto en 2018.
En équipe nationale, il participe en 2016 au championnat d'Europe.

### Source de la traduction
- (it) Cet article est partiellement ou en totalité issu de l’article de Wikipédia en italien intitulé « Giulio Cocco » (voir la liste des auteurs).